# Креволадоссола
Креволадоссола (італ. Crevoladossola, п'єм. Creussa) — муніципалітет в Італії, у регіоні П'ємонт,  провінція Вербано-Кузіо-Оссола.
Креволадоссола розташована на відстані близько 590 км на північний захід від Рима, 135 км на північ від Турина, 32 км на північний захід від Вербанії.
Населення — 4648 осіб (2014).
Покровитель — Santi Pietro e Paolo.

## Демографія
Населення за роками:

Станом на 1 січня 2023 року в муніципалітеті офіційно проживало 116 іноземців з 31 країни, серед них 45 громадян країн Євросоюзу та 13 громадян України.

## Сусідні муніципалітети
- Боньянко
- Кродо
- Домодоссола
- Мазера
- Монтекрестезе
- Траскуера
- Варцо